# Semiothisa masonata
Semiothisa masonata är en fjärilsart som beskrevs av William Schaus 1897. Semiothisa masonata ingår i släktet Semiothisa och familjen mätare. Inga underarter finns listade i Catalogue of Life.